# Зовнішній континентальний шельф США

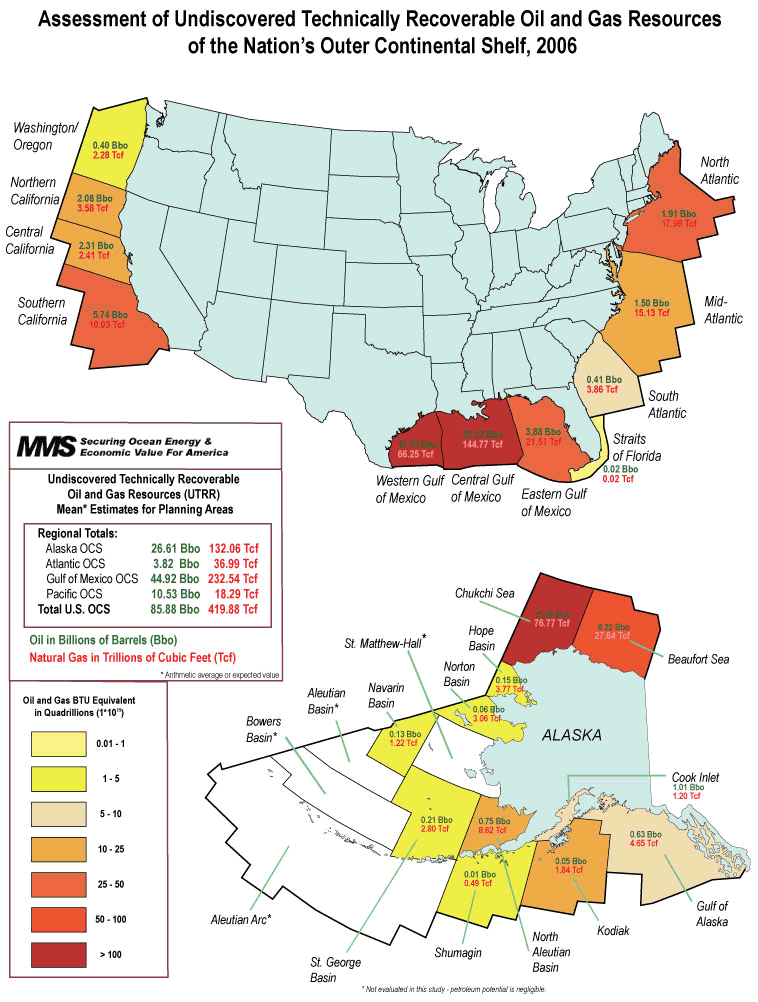
Зовнішній континентальний шельф США

Зовнішній континентальний шельф США (англ. outer continental shelf) — територія шельфу США, що починається там, де закінчуються права власності держави на корисні копалини, і закінчується на лінії, де набирають сили міжнародні домовленості.
Зовнішній континентальний шельф (OCS) є особливістю політичної географії Сполучених Штатів. OCS є частиною міжнародно визнаного континентального шельфу США.
Розрізняють чотири частини зовнішнього континентального шельфу США:
- У Мексиканській затоці
- Атлантичний регіон
- Тихоокеанський регіон
- Аляска

За законодавством США, Зовнішній континентальний шельф США — це континентальний шельф, визначений згідно з міжнародним правом, до якого додані райони дна територіального моря. За двома винятками (райони біля узбережжя штатів Техас і Флориди) право на частину зовнішнього континентального шельфу США протяжністю в 3 морські милі має відповідний «приморський» штат. Йому ж належить право на регулювання природоресурсної діяльності в цьому районі морського дна. У силу історично сформованих правових підстав, юрисдикція штату Техас і штату Флорида (щодо його західного узбережжя) простягається не на 3-х мильну, а на 9-мильну частину шельфу США. За позначеними межами юрисдикції приморських штатів усі права на зовнішній континентальний шельф США до його зовнішнього кордону (тобто, щонайменше до відстані в 200 морських миль від вихідних ліній) належать федеральній владі.